# Ліберал (Канзас)
Ліберал (англ. Liberal) — місто (англ. city) в США, в окрузі Сюорд штату Канзас. Населення — 19 825 осіб (2020).

## Географія
Ліберал розташований за координатами 37°2′46″ пн. ш. 100°55′44″ зх. д. / 37.04611° пн. ш. 100.92889° зх. д. (37.046111, -100.928972). За даними Бюро перепису населення США в 2010 році місто мало площу 30,43 км², з яких 30,07 км² — суходіл та 0,36 км² — водойми.

### Клімат
| Клімат : Ліберал                               | Клімат : Ліберал | Клімат : Ліберал | Клімат : Ліберал | Клімат : Ліберал | Клімат : Ліберал | Клімат : Ліберал | Клімат : Ліберал | Клімат : Ліберал | Клімат : Ліберал | Клімат : Ліберал | Клімат : Ліберал | Клімат : Ліберал | Клімат : Ліберал |
| Показник                                       | Січ.             | Лют.             | Бер.             | Квіт.            | Трав.            | Черв.            | Лип.             | Серп.            | Вер.             | Жовт.            | Лист.            | Груд.            | Рік              |
| Абсолютний максимум, °C                        | 29,4             | 32,2             | 33,9             | 39,4             | 41,1             | 45,6             | 45,0             | 43,9             | 42,2             | 37,2             | 32,2             | 29,4             | 45,6             |
| Середній максимум, °C                          | 8,7              | 10,7             | 15,7             | 21,1             | 26,1             | 31,2             | 34,2             | 33,3             | 28,9             | 22,1             | 14,7             | 8,5              | 21,3             |
| Середня температура, °C                        | 1,2              | 2,9              | 7,4              | 12,6             | 18,2             | 23,4             | 26,3             | 25,7             | 20,9             | 13,9             | 6,7              | 1,3              | 13,4             |
| Середній мінімум, °C                           | −6,4             | −4,8             | −0,8             | 4,2              | 10,2             | 15,6             | 18,4             | 17,9             | 12,8             | 5,8              | −1,3             | −5,9             | 5,5              |
| Абсолютний мінімум, °C                         | −28,3            | −25              | −24,4            | −12,2            | −6,7             | 3,3              | 8,9              | 4,4              | −1,7             | −12,2            | −18,9            | −25              | −28,3            |
| Норма опадів, мм                               | 11               | 17               | 34               | 43               | 68               | 76               | 75               | 57               | 46               | 49               | 20               | 18               | 514              |
| Днів з опадами                                 | 2,4              | 3,0              | 4,6              | 5,0              | 6,8              | 7,6              | 7,0              | 6,3              | 4,8              | 4,3              | 3,0              | 3,3              | 58,1             |
| Днів зі снігом                                 | 2,1              | 1,7              | 1,6              | 0,3              | 0                | 0                | 0                | 0                | 0                | 0,2              | 0,8              | 2,3              | 9,0              |
| Вологість повітря, %                           | 75               | 71               | 62               | 67               | 59               | 58               | 58               | 54               | 55               | 61               | 58               | 73               | 62               |
| ---------------------------------------------- | ---------------- | ---------------- | ---------------- | ---------------- | ---------------- | ---------------- | ---------------- | ---------------- | ---------------- | ---------------- | ---------------- | ---------------- | ---------------- |
| Джерело: National Weather Service; Weatherbase |                  |                  |                  |                  |                  |                  |                  |                  |                  |                  |                  |                  |                  |

## Демографія
Згідно з переписом 2010 року, у місті мешкало 20 525 осіб у 6623 домогосподарствах у складі 4838 родин. Густота населення становила 675 осіб/км². Було 7118 помешкань (234/км²).
Расовий склад населення:
| - 68,6 % — білих - 3,7 % — чорних або афроамериканців - 2,9 % — азіатів - 0,8 % — корінних американців - 0,2 % — вихідців з тихоокеанських островів - 20,6 % — осіб інших рас |

До двох чи більше рас належало 3,2 %. Частка іспаномовних становила 58,7 % від усіх жителів.
За віковим діапазоном населення розподілялося таким чином: 32,1 % — особи молодші 18 років, 59,6 % — особи у віці 18—64 років, 8,3 % — особи у віці 65 років та старші. Медіана віку мешканця становила 28,4 року. На 100 осіб жіночої статі у місті припадало 105,9 чоловіків; на 100 жінок у віці від 18 років та старших — 104,9 чоловіків також старших 18 років.
Середній дохід на одне домашнє господарство становив 59 460 доларів США (медіана — 46 516), а середній дохід на одну сім'ю — 63 812 долари (медіана — 50 064). Медіана доходів становила 35 238 доларів для чоловіків та 28 474 долари для жінок. За межею бідності перебувало 20,7 % осіб, у тому числі 30,3 % дітей у віці до 18 років та 8,6 % осіб у віці 65 років та старших.
Цивільне працевлаштоване населення становило 9870 осіб. Основні галузі зайнятості: виробництво — 27,6 %, освіта, охорона здоров'я та соціальна допомога — 18,2 %, сільське господарство, лісництво, риболовля — 10,7 %, роздрібна торгівля — 9,9 %.

## Уродженці
- Келлі Маккарті (* 1969) — американська акторка, модель, фотограф і порноакторка.